# Steverschule
Die Steverschule ist eine Förderschule im westfälischen Nottuln für Schüler, die einen sonderpädagogischen Unterstützungsbedarf im Bereich der emotionalen und sozialen Entwicklung aufweisen und im Rahmen der Regelschule nicht hinreichend gefördert werden können.

## Geschichte
1979 wurde die „Westfälischen Schule für Erziehungshilfe im Kreis Coesfeld“ in einer ehemaligen Bauerschaftsschule in Coesfeld-Stevede errichtet. Der Träger war der Landschaftsverband Westfalen-Lippe und die Einzugsbereiche waren die Kreise Borken, Steinfurt, Recklinghausen, Coesfeld und Warendorf. 1982 fand dann ein Umzug nach Nottuln in ein altes Schulgebäude statt. Im Jahr 1987 ist die Schule dann nach Lüdinghausen in die ehemalige Landwirtschaftsschule und Büroräume des Finanzamtes umgezogen und der Träger war jetzt der Kreis Coesfeld im Zweckverband mit dem Kreis Recklinghausen. Der Schulname änderte sich in „Astrid-Lindgren-Schule, Schule für Erziehungshilfe“. Im selben Jahr wurde auch im Martinistift der Unterricht aufgenommen. Seit 2002 gab es keine Schüler mehr aus dem Kreis Recklinghausen. 2005 änderte sich erneut der Name in „Astrid-Lindgren-Schule, Förderschule des Kreises Coesfeld, Förderschwerpunkt emotionale und soziale Entwicklung“. Eine Teilstandortbildung gab es 2015 mit der Regenbogenschulhaus Ahlen durch eine kommunale Vereinbarung der Kreise Coesfeld und Warendorf. 2019 erfolgte dann der Umzug nach Nottuln und eine Umbenennung in „Steverschule“, da es in Nottuln auf der gleichen Straße schon eine Astrid-Lindgren-Schule gibt.

## Außenstelle Alexianer Martinistift
Die Steverschule unterhält in der Heimeinrichtung Alexianer Martinistift in Nottuln-Appelhülsen eine Außenstelle.

## Förderverein
Es gibt an der Steverschule einen Förderverein. Der erste Vorsitzende ist Andreas Middrup, sein Stellvertreter ist Marko Stork und der Geschäftsführer ist Jens Becker.